# Alfred Beamish
Alfred Ernest Beamish (Londres, 6 de agosto de 1879 — 28 de fevereiro de 1944) foi um tenista britânico. Medalhista olímpica de bronze em duplas indoor, com Charles Dixon.

## Grand Slam finais

### Simples

#### Vices (1)
| Ano  | Campeonato                 | Piso  | Oponente          | Placar                  |
| 1912 | Australasian Championships | Grama | James Cecil Parke | 6–3, 3–6, 6–1, 1–6, 5–7 |

### Duplas

#### Vice (1)
| Ano  | Campeonato                 | Piso  | Parceiro    | Oponentes                       | Placar        |
| 1912 | Australasian Championships | Grama | Gordon Lowe | James Cecil Parke Charles Dixon | 6–4, 6–4, 6–2 |